# Nissan Skyline GT-R
La Nissan Skyline GT-R è un'autovettura prodotta dalla casa automobilistica giapponese Nissan Motor a partire dal 1969 al 1973 e in seguito dal 1989 al 2002 quando è stata sostituita dalla Nissan GT-R. Fa parte della serie  Skyline, nome utilizzato dalla Nissan sin dal 1957 e comprendente vari tipi di automobile di classe "media".

## Prima generazione (1969-1972) KPGC10

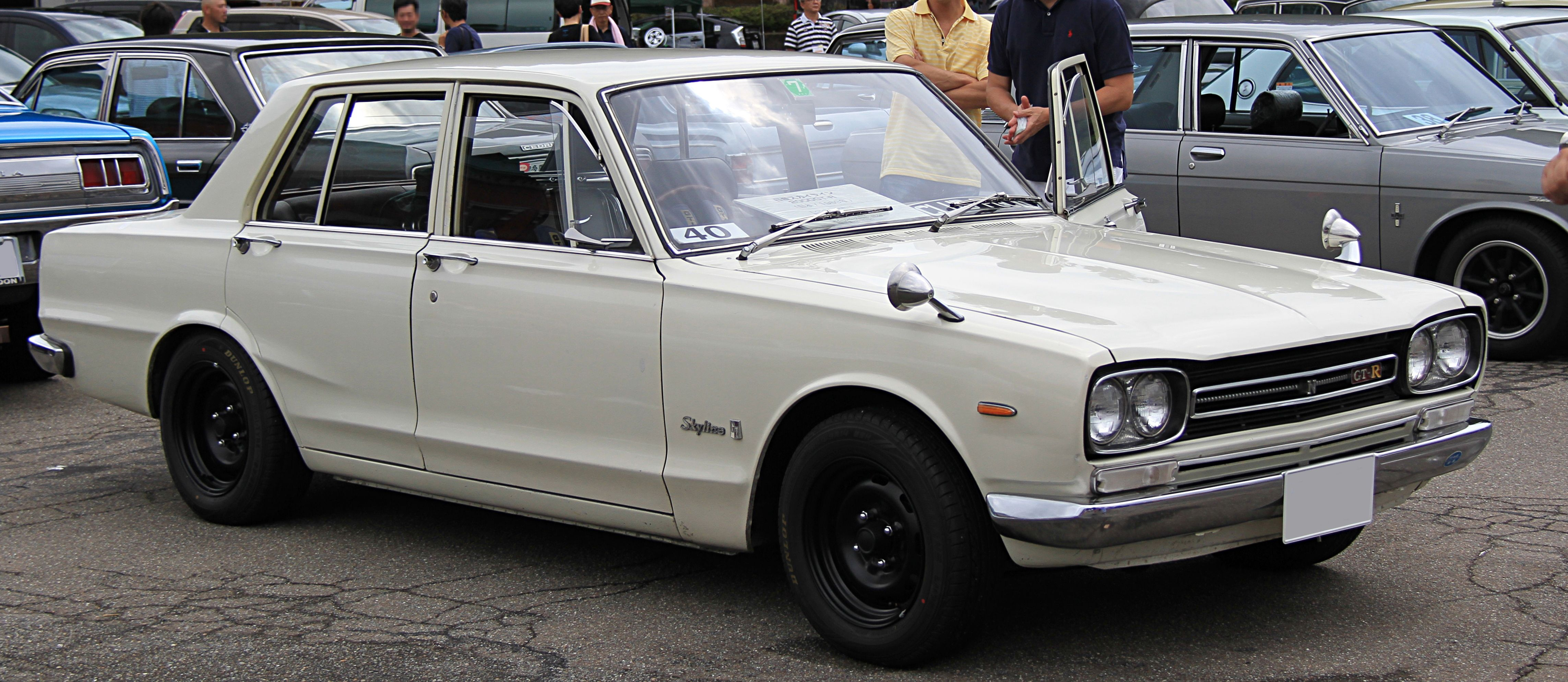
Una Nissan Skyline GT-R KPGC10 berlina

Il primo modello di GT-R (che stava per Gran Turismo Racer) fu la KPGC10; presentata al salone dell'automobile di Tokyo nel 1968 e in vendita dall'anno successivo, era una vettura a trazione posteriore, inizialmente disponibile solamente in versione berlina quattro porte. Venne creata specificatamente per un impiego sportivo ottenendo numerose vittorie grazie alle sue prestazioni. Queste erano in gran parte dovute all'impiego del propulsore S20 DOHC a 24 valvole gestito da un cambio a cinque rapporti. Tale motore era ereditato dalla Prince R380 e grazie all'impiego inizialmente di carburatori Weber e, in seguito, di iniezione Lucas nelle ultime versioni erogava una potenza di 250 CV.
Nel 1971 fece la sua comparsa il modello in configurazione coupé detta Hakosuka. Per questioni di aerodinamicità la vettura venne allargata e fu inserita un'ala posteriore per meglio gestire i flussi dell'aria. La maneggevolezza fu migliorata con l'inserimento di nuovi pneumatici allargati. Nonostante la meccanica fosse rimasta invariata, le prestazioni migliorarono.
Della prima serie ne risultano essere stati costruiti 1.945 esemplari.

## Seconda generazione (1973) KPGC110

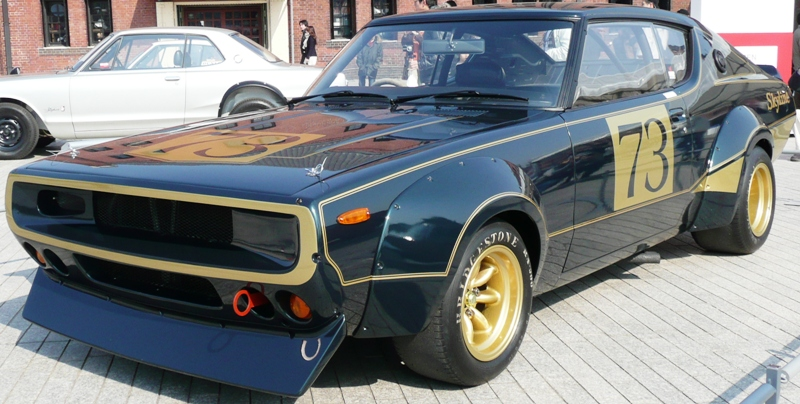
La Nissan Skyline GT-R H/T 2000GT KPGC110

Nel settembre 1972, al salone dell'automobile di Tokyo, venne presentata la seconda generazione della GT-R con un esemplare in configurazione sportiva denominato H/T 2000GT.
Nel 1973 fu avviata la produzione di serie. Conosciuta come Kenmeri, era ancora dotata di un motore S20 2.0 6 cilindri in linea DOHC da 1.989 cm³ gestito da un cambio manuale a 5 marce. L'impianto frenante implementava freni a disco su tutte le ruote.
La vettura era leggermente aumentata nelle sue dimensioni esterne, ora di 4.460 mm di lunghezza, 1.695 di larghezza e 1.380 di altezza; l'intera linea era stata rivista per renderla più aerodinamica. A causa delle nuove più stringenti norme anti-inquinamento e della crisi petrolifera degli anni 70, la vettura venne però prodotta solamente per quattro mesi e in 197 esemplari.
Da quel momento e per 16 anni la versione GT-R sparì dai listini Nissan.

## Terza generazione (1989-1994) R32
Nel 1989 venne introdotta la terza generazione della GT-R; la nuova vettura era dotata di un propulsore sei cilindri in linea DOHC 2.6 RB26DETT dalla potenza di 276 CV e dalla coppia di 361 Nm, gestito da un cambio manuale a cinque marce. La trazione era integrale mentre le sospensioni sfruttavano la configurazione multilink. L'impianto frenante era costituito da freni a disco ventilati.

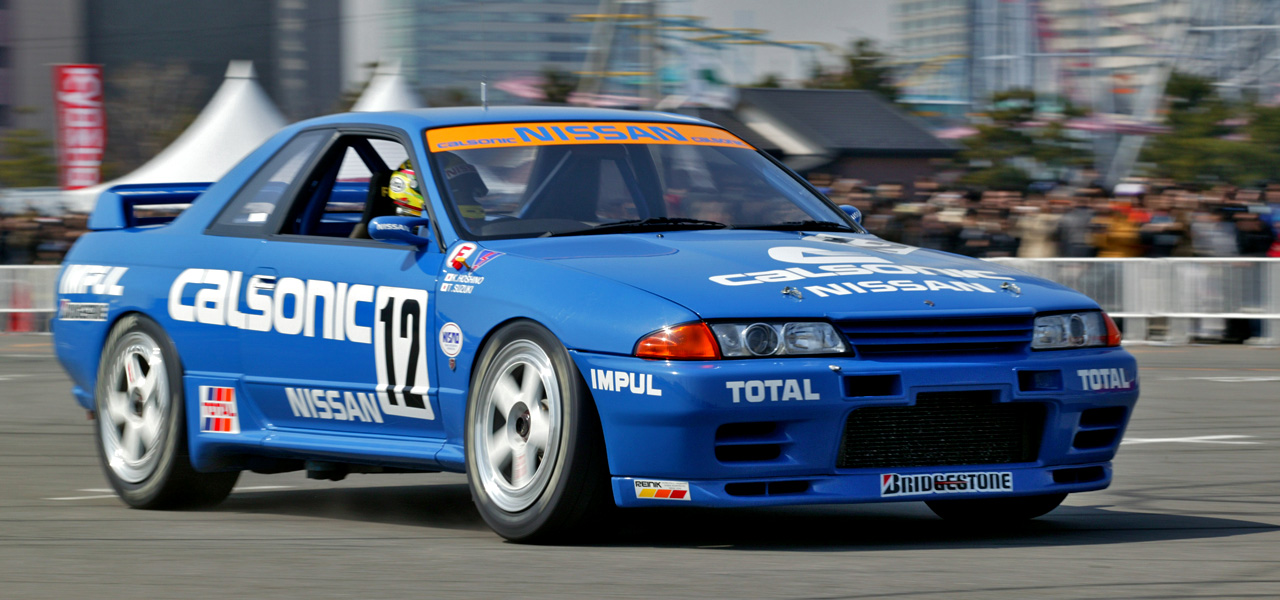
La Nissan Skyline GT-R R32 del Calsonic Racing Team

Dopo la presentazione, la R-32 venne impiegata da vari team privati nell'All Japan Touring Car Championship (campionato giapponese per vetture turismo) dal 1990 al 1994 e nel 1993 ottenne il record imbattuto di 29 vittorie. Tra le conquiste più in vista spicca il trionfo alla 12 ore di Tsukuba del 1993. Tra i vari esemplari da corsa spiccava quella in dotazione al ZEXEL Racing Team, il quale era provvisto di un propulsore potenziato a 400 CV. Ancora più importante fu il modello appartenente al Calsonic Racing Team, autore della maggior parte delle vittorie della R32.
Per essere omologata nelle competizioni del gruppo A, ci fu bisogno di realizzare un certo numero di modelli stradali di quella che sarebbe diventata poi la versione da competizione. Per questo motivo la Nismo creò 560 esemplari della cosiddetta Group A Evolution. Tutti i modelli avevano la sola colorazione grigio canna di fucile ed avevano elementi aerodinamici supplementari rispetto al modello base per migliorare l'aerodinamicità complessiva della vettura.

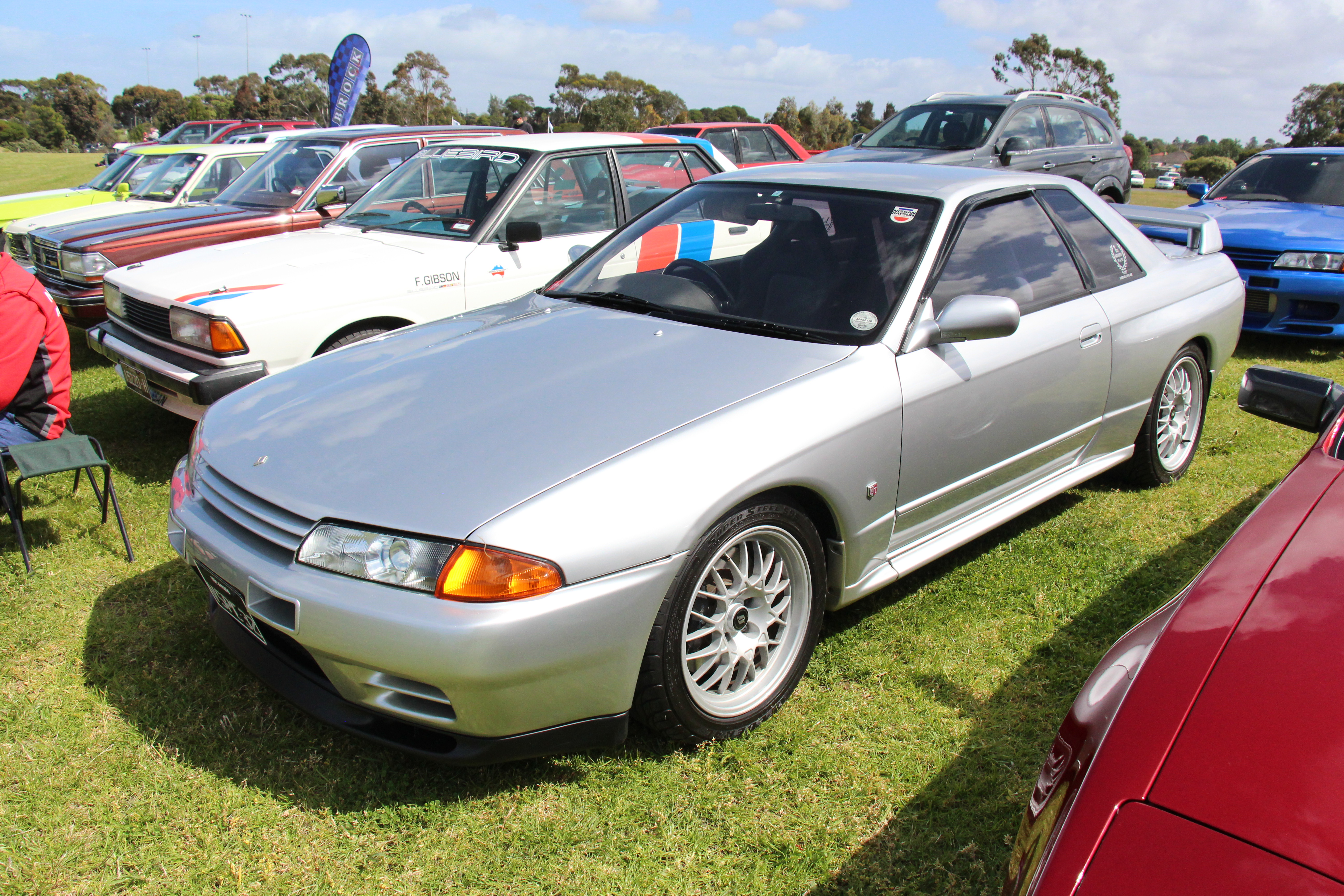
Una Nissan Skyline GT-R V-Spec R32

Nel 1991 fu realizzata la versione N1 in 228 esemplari che presentavano il propulsore potenziato e la totale assenza di elementi non indispensabili ai fini sportivi, come l'ABS, il climatizzatore o l'impianto audio.
Nel 1993 venne introdotta la versione V-Spec (Victory Specification) che aveva a disposizione un impianto frenante sportivo prodotto dalla Brembo. Un anno dopo venne creata la V-Spec II, dove l'unica aggiunta furono degli pneumatici più larghi. Negli Usa questo modello di Skyline è stato spesso soprannominato "Godzilla", con l'obiettivo di sottolineare l'estrema evoluzione tecnologica riversata nella progettazione dell'auto. La R32, secondo molti, ha infatti rappresentato per la prima metà degli anni 90 un punto di riferimento nella produzione automobilistica giapponese.
Al termine della produzione ne risultano essere stati costruiti 43.934 esemplari.

## Quarta generazione (1995-1998) R33

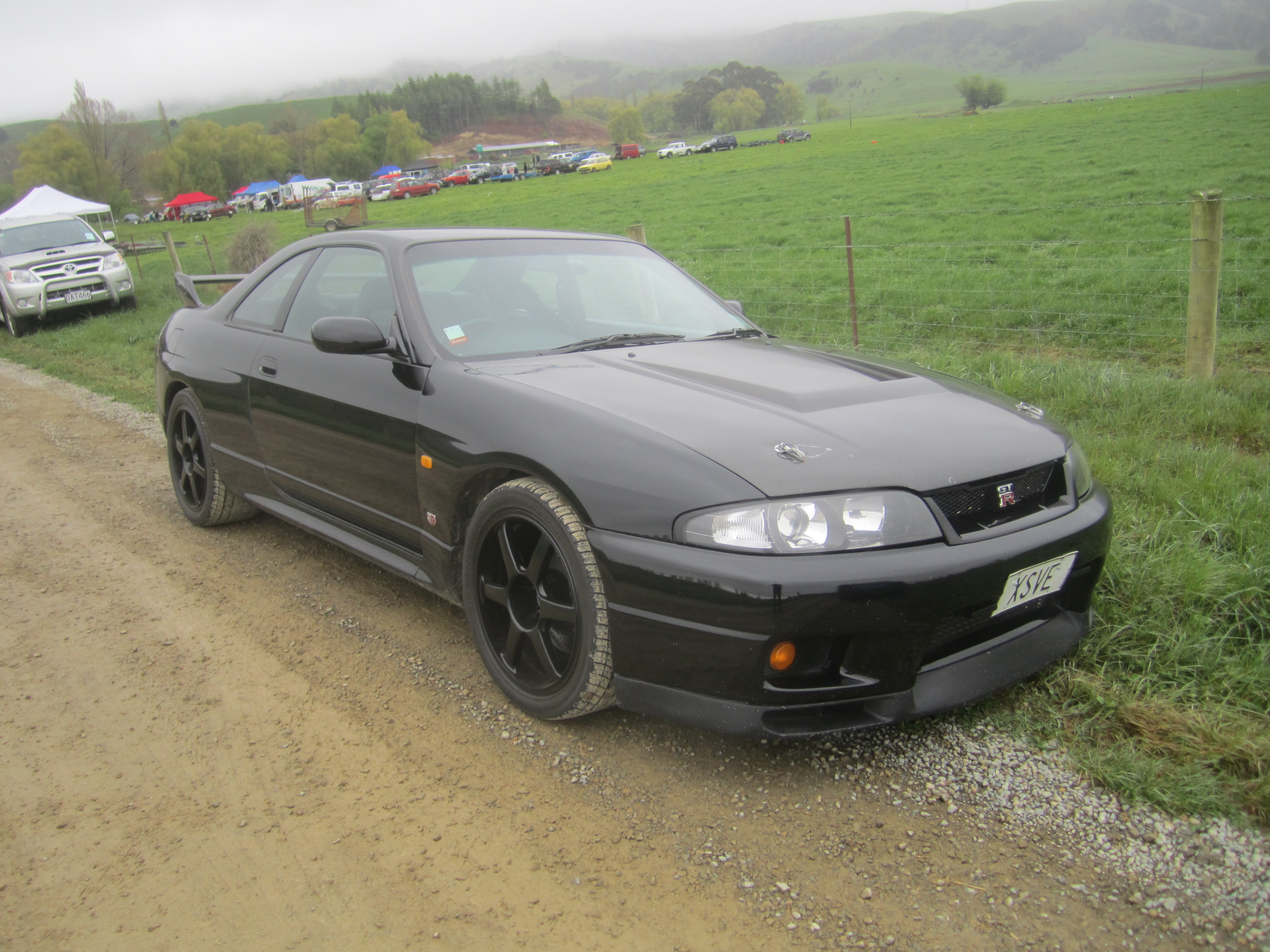
Una Nissan Skyline GT-R V-Spec R33

Nel 1995 venne lanciata la quarta generazione che era stata anticipata con una concept car al salone automobilistico di Tokyo del 1993. La linea era stata ridisegnata leggermente mentre la meccanica rimaneva sostanzialmente invariata, con il mantenimento del propulsore RB26DETT da 276 CV di potenza e la dotazione di serie dei freni Brembo introdotti sulla R32 V-Spec; ne fu realizzata anche la versione V-Spec, dotata del sistema di trazione integrale ATTESA E-TS Pro, del differenziale Active Limited Slip e dell'ABS.

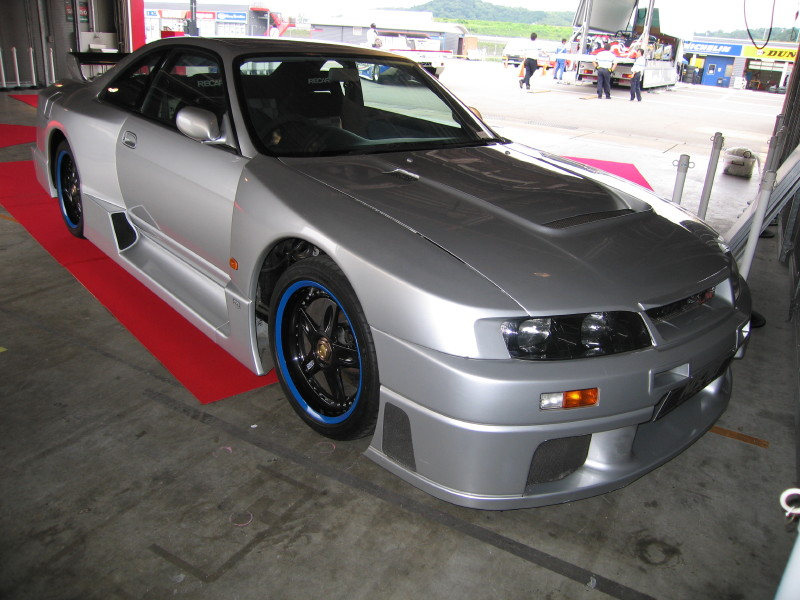
La Nissan Skyline GT-R Nismo LM

Nel 1995 la Nissan decise di iscrivere la GT-R nella 24 Ore di Le Mans, ma per farla competere nella classe GT vi era necessità di costruire un esemplare stradale con le stesse caratteristiche tecniche della vettura da competizione. Ciò porto alla costruzione da parte della Nismo della GT-R LM, dotata di un propulsore RB26DETT Turbo che erogava 375 CV di potenza e 373 Nm di coppia. Il motore era gestito da un cambio manuale a sei velocità, mentre l'impianto frenante era costituito da freni a disco ventilati.
La GT-R LM che venne schierata al via della corsa del 1995 aveva invece 600 CV di potenza e 660 Nm di coppia ed era inoltre dotata della sola trazione posteriore. Pilotata dai piloti Hideo Fukuyama, Masahiko Kondo e Shunji Kasuya, la Skyline numero 22 riuscì a classificarsi 10° assoluta e 5° di classe. L'anno successivo la GT-R LM numero 23 pilotata da Kazuyoshi Hoshino, Masahiro Hasemi, e Toshio Suzuki giunse 15° assoluta e 10° di classe.
Nel 1997 la Nismo realizzò una versione speciale della R33 denominata 400R (dove 400 indica il numero di cavalli e R sta per Racing). Il propulsore di serie venne sostituito con un modello RBX-GT2 costruito dalla Reinik che erogava appunto 400 CV e 470 Nm di coppia. L'intera aerodinamica era stata rinnovata con l'aggiunta di nuovi elementi aerodinamici. Questi aggiornamenti permettevano alla vettura di avere una velocità massima di 300 km/h, con un'accelerazione da 0 a 100 km/h in 4 secondi. Ne furono costruite 44.

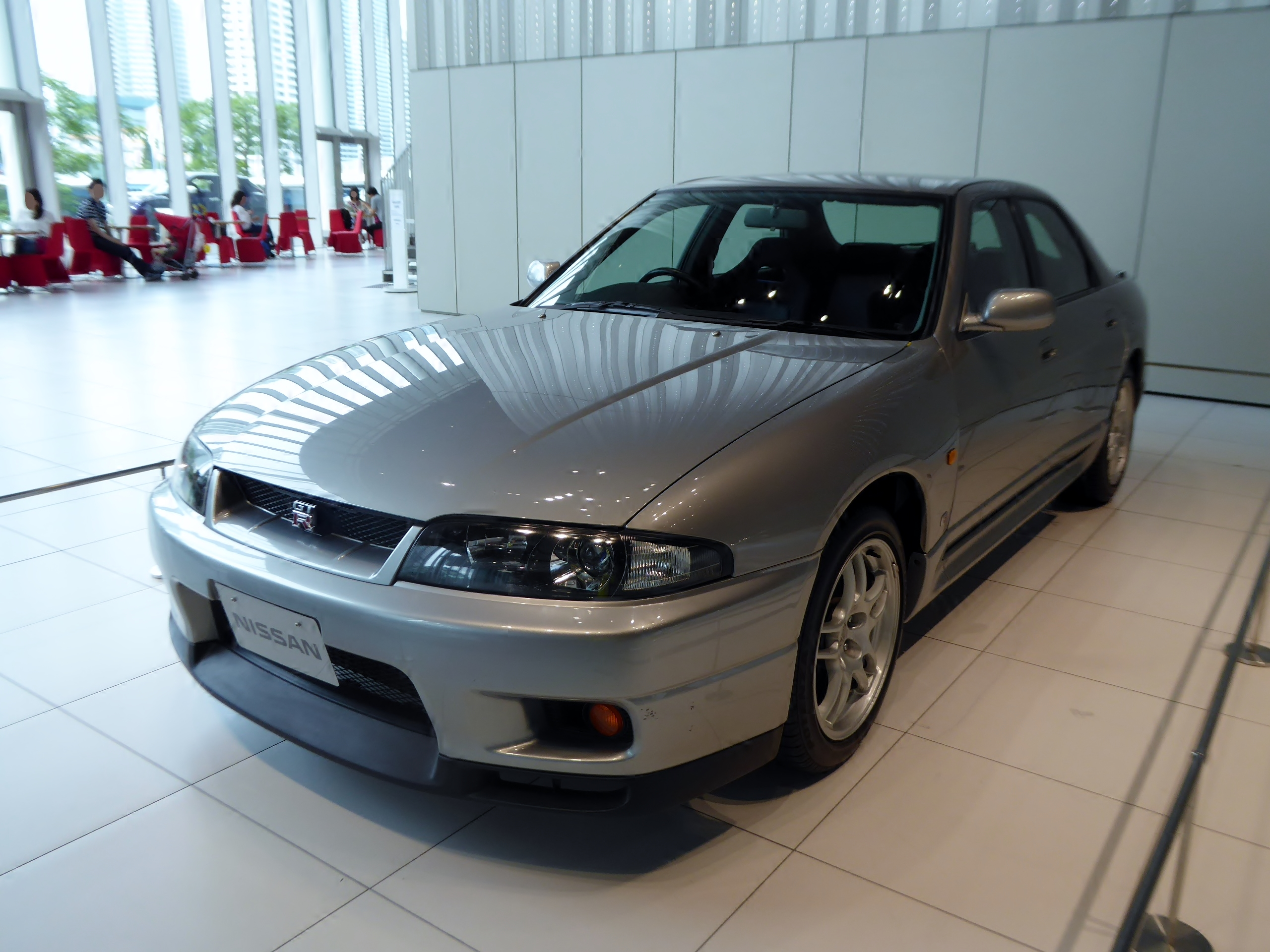
Una Nissan Skyline GT-R R33 berlina

Nel 1998, ultimo anno di produzione della vettura, venne lanciata una versione speciale in configurazione berlina 4 porte. La realizzazione del veicolo era stata affidata a una società affiliata della Nissan, la Autech Japan. Era equipaggiata con un propulsore RB26DETT 2.6 turbo e aveva in dotazione le sospensioni multilink e il sistema a quattro ruote sterzanti HICAS. Era inoltre montato l'ATTESA-ETS, il ripartitore di coppia elettronico. Il design è stato leggermente rivisto in alcuni elementi rispetto al modello di serie. Ne è stata realizzata anche una versione curata dalla Nismo che implementa nuovi elementi aerodinamici realizzati in carbonio e nuovi componenti meccanici come turbo, intercooler e centralina rimappata per incrementare la potenza a 380 CV.
Oltre che a Le Mans, la R33 venne schierata anche nel JGTC dove, nel 1998, la GT-R schierata dal team Pennzoil riuscì a conquistare il titolo piloti con Érik Comas e Masami Kageyama. La vettura aveva la potenza del propulsore RB26DETT aumentata a oltre 500 CV. Oltre alla Pennzoil altri team che impiegarono la GT-R furono i team Unisia Jecs, Zexel e Kure.
Nel 2000 l'azienda HKS ha realizzato una versione speciale della R33 in configurazione dragster. L'intera vettura era stata alleggerita eliminando ogni elemento superfluo e molte parti sono state rimpiazzate con componenti in carbonio. Il propulsore è stato potenziato fino ad ottenere 1011 CV, tanto da ottenere nel 2001 il record di vettura più veloce con trazione integrale. Venne schierata con successo nella Drag Combat che si tenne in Australia, con al volante il pilota Tetsuya Kawasaki.

## Quinta generazione (1999-2002) R34

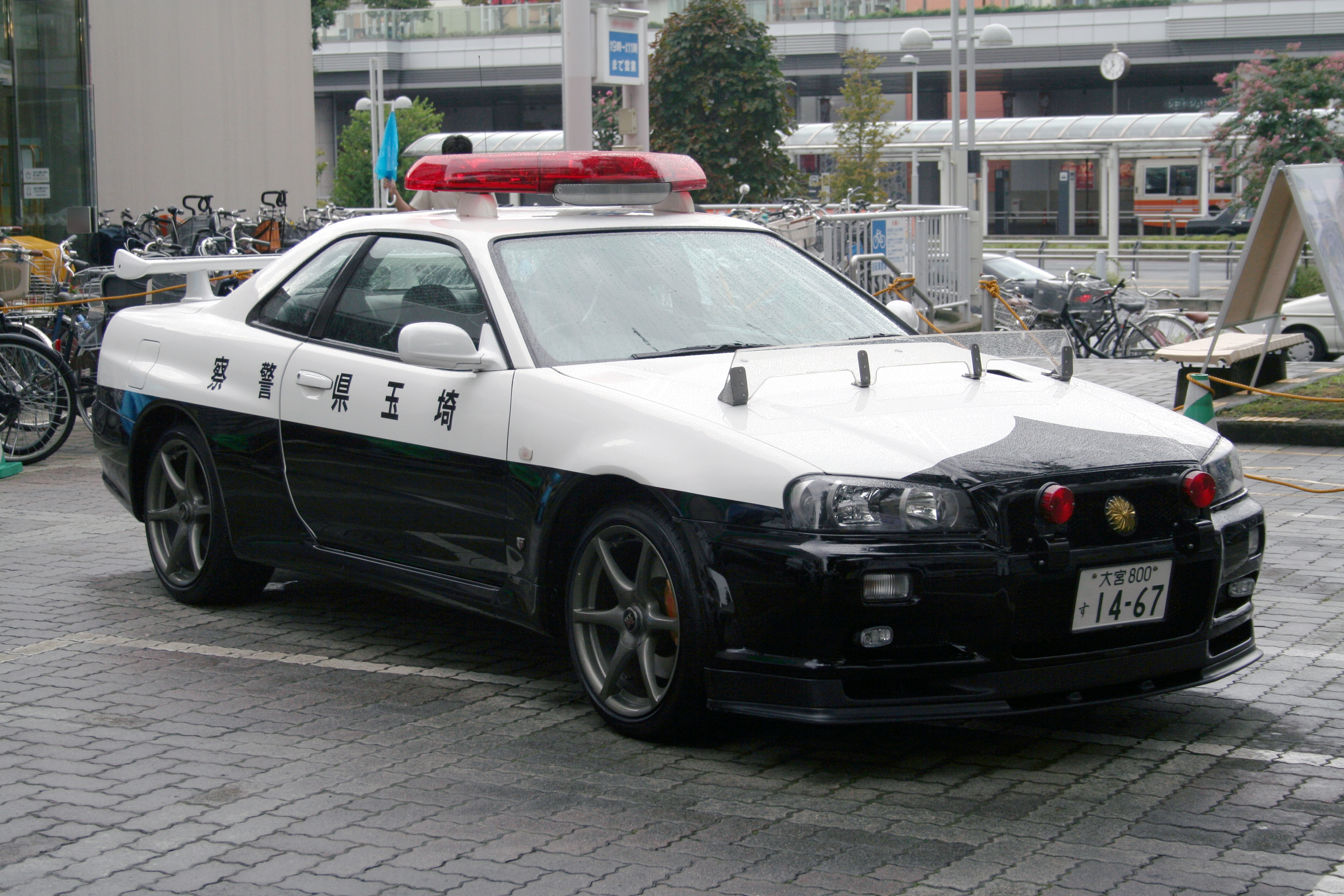
Una Nissan Skyline GT-R R34 della polizia giapponese.

La quinta generazione del modello, presentata nel gennaio del 1999, curiosamente presentava una diminuzione degli ingombri esterni, passati da una lunghezza di 4.675 mm della R33 ai 4.600 attuali, aumentando di 5 millimetri in larghezza, dai 1.780 ai 1.785 mm.

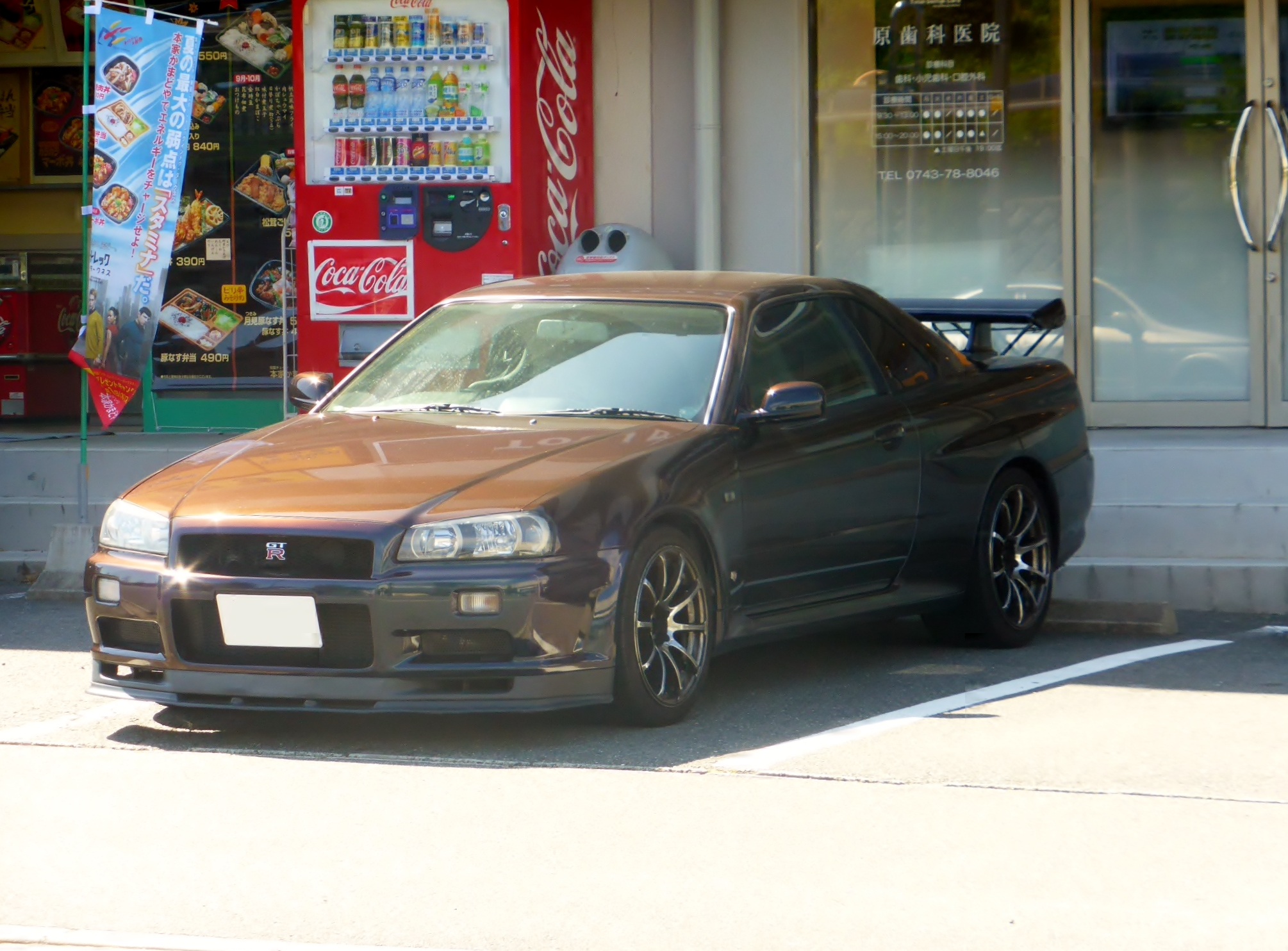
Una Nissan Skyline GT-R R34 V-Spec

Il motore che equipaggia la R34, l'RB26DETT, sei cilindri in linea di 2568 cm³ sovralimentato mediante l'ausilio di due turbocompressori, riusciva a erogare 280 CV a 6800 giri/minuto e 392 Nm a 4400 giri/minuto. L'auto era dotata di trazione integrale, di ruote posteriori sterzanti di pochi gradi e di un sistema di controllo elettronico della trazione conosciuto con l'acronimo di ATTESA-ETS (Advanced Total Traction Engineering System for All: Electronic Torque Split). La trasmissione, manuale a 6 rapporti, è frutto della collaborazione tra la Nissan e l'azienda tedesca Getrag.
La velocità massima dichiarata dalla casa era di 265 km/h autolimitata a 250 km /h con un'accelerazione da 0 a 100 km/h in 4,9 secondi. Alcune R34 sono state fornite dalla Nissan a diversi dipartimenti di polizia del Giappone come autopattuglie.
Nel 1999 è stata realizzata la versione V-Spec. Era caratterizzata da sospensioni sportive irrigidite e dall'adozione del sistema ATTESA-ETS Pro, che si differenzia dal sistema ATTESA-ETS per l'adozione di un differenziale a slittamento limitato attivo. L'altezza del veicolo era stata diminuita, era stato rinnovato il quadro strumenti con l'introduzione di nuovi indicatori ed erano stati aggiunti diversi componenti aerodinamici.
Come avvenuto per le precedenti R32 e R33, anche per la R34 era disponibile la versione N1. Dotata di speciale omologazione, era stata spogliata di qualsiasi cosa non fosse funzionale alla guida sportiva, eccezion fatta per il sistema ABS che era stato mantenuto. Come propulsore è stato impiegato un 2.6L RB26DETT sei cilindri twin-turbo.

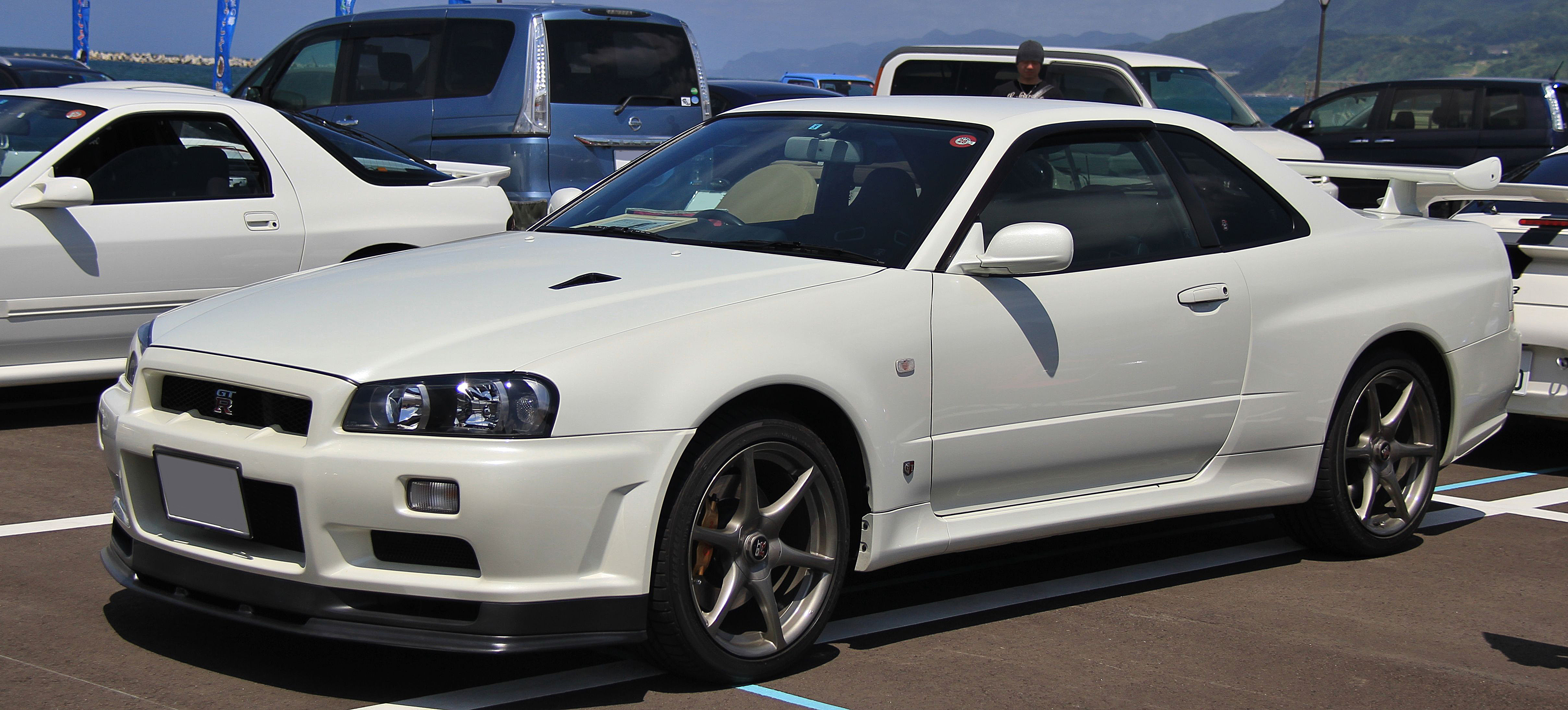
una Nissan Skyline GT-R V-Spec II R34

Nel 2000 venne lanciata la V-Spec II; rispetto al modello precedente aveva sospensioni più rigide, un cofano motore in fibra di carbonio su cui era praticata una presa d'aria NACA, una nuova pedaliera in alluminio e nuovi sedili sportivi in panno nero. Due anni dopo fu costruita la V-Spec II Nur, dedicata al circuito automobilistico del Nürburgring. Come propulsore era equipaggiato un RB26DETT 2.6 sei cilindri da 450 CV di potenza derivato dalla N1 che era gestito da un cambio manuale a sei rapporti.
Nel 2002 si pensò alla realizzazione della versione M-Spec, dove la M stava per Mizuno, che era all'epoca l'ingegnere capo della Nissan. Questa R34 era dotata di ammortizzatori ripple control, sospensioni migliorate, una nuova barra anti-rollio posteriore irrigidita e interni in pelle con sedili anteriori riscaldati.

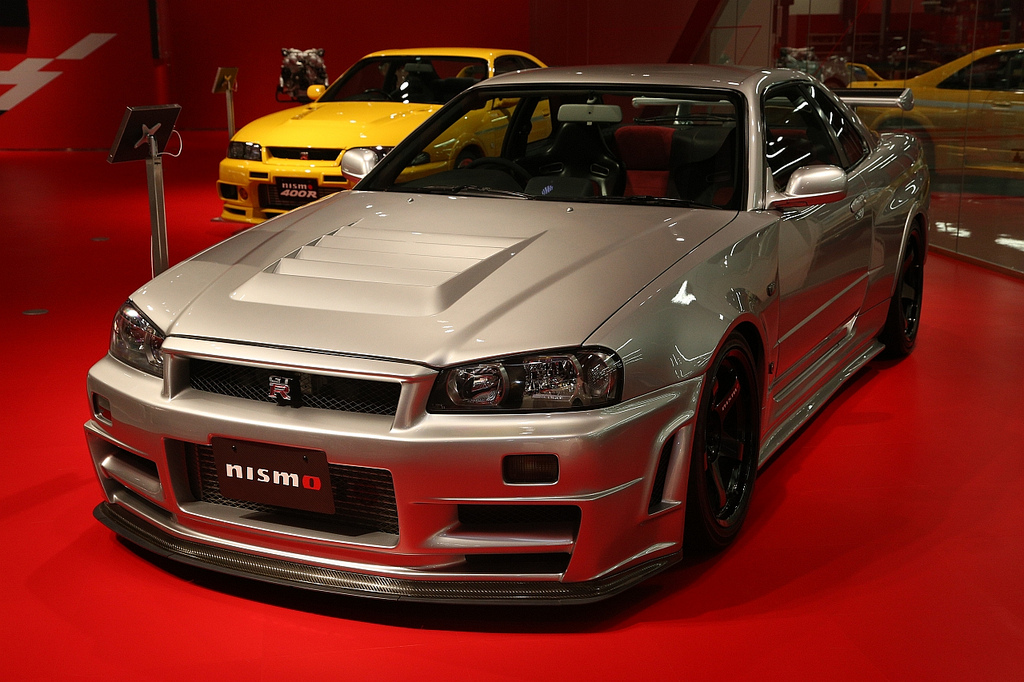
Una Nissan Skyline GT-R Z-Tune R34

Nel 2003 è stata lanciata la versione Nismo Z-Tune. Costruita in soli 20 esemplari, la vettura presenta numerose componenti di tipo sportivo derivante dalle auto da competizione, come per esempio strutture di rinforzo in fibra di carbonio nel tunnel centrale e sui duomi degli ammortizzatori sia anteriori che posteriori. L'assetto regolabile è stato curato dalla Sachs e il sistema di trazione integrale Attesa-Pro è stato riprogrammato nella centralina per inviare più coppia alle ruote poste anteriormente. È equipaggiata con un propulsore RB28DETT 2.8 dotato di due turbocompressori IHI sportivi che gli permettono di erogare 500 CV con 540 Nm di coppia. L'impianto frenante è stato fornito dalla Brembo mentre la frizione è a doppio disco in rame. L'albero di trasmissione è costruito in carbonio per contenere il peso mentre il terminale di scarico è in titanio.

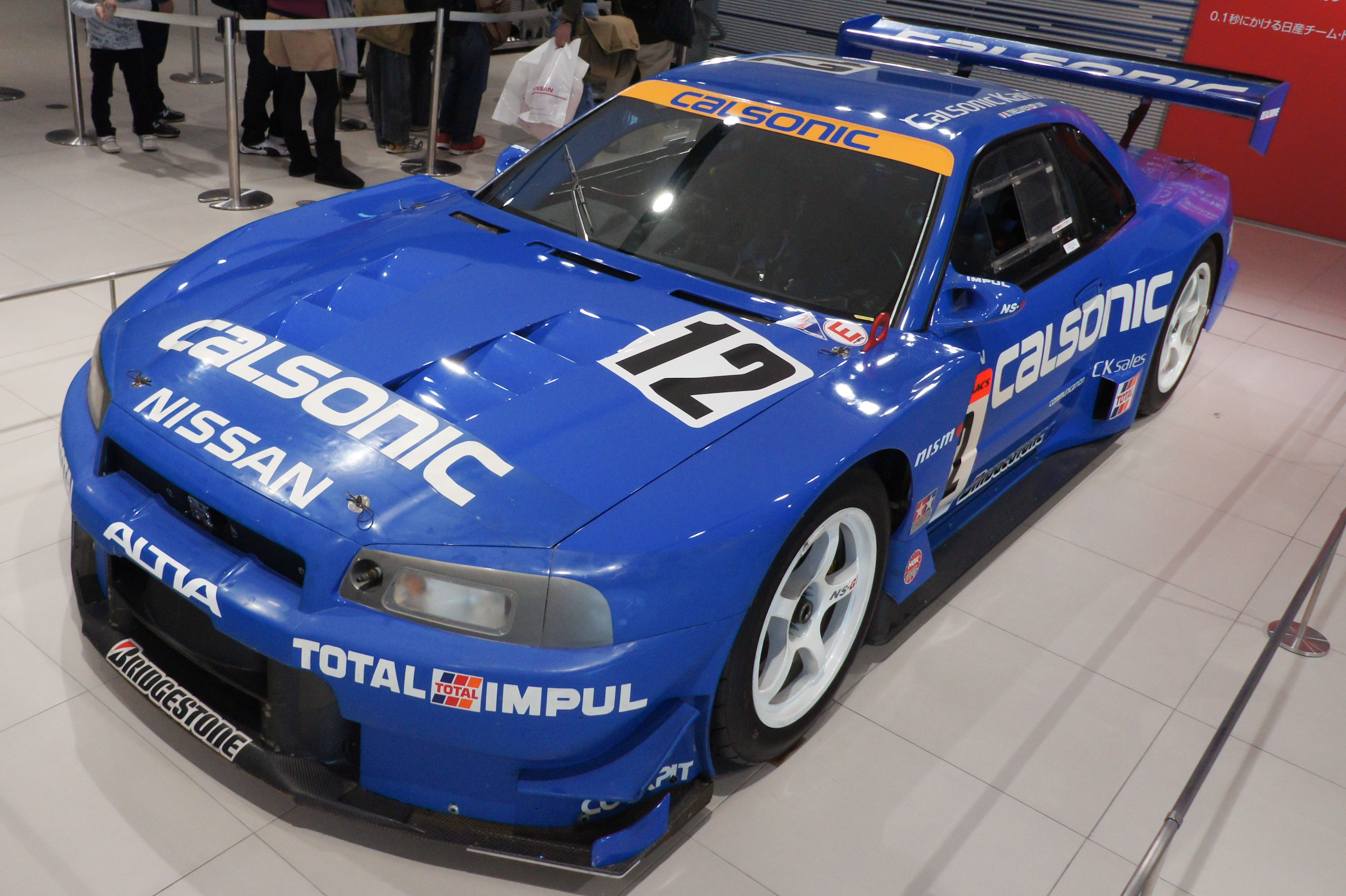
La Nissan Skyline GT-R R34 del team Impul, sponsorizzata principalmente da Calsonic (ora parte di Marelli Holdings).

L'aerodinamica della vettura è stata migliorata con l'aggiunta di passaruota allargati, paraurti con prese d'aria maggiorate, minigonne laterali e posteriori, spoiler posteriore con aletta regolabile in carbonio e cofano motore con sfiati maggiorati in carbonio. I cerchi di tipo Racing sono stati realizzati direttamente dalla Nismo.
Come la precedente R33, la R34 venne impiegata a partire dal 1999 nel JGTC. Sulla GT-R sponsorizzata Pennzoil il pilota Érik Comas si riconfermò come campione per il secondo anno consecutivo. Con l'avvento del Super GT, la Nismo GT-34 non mancò di parteciparvi e nel 2000, nella classe GT500, conquistò il secondo posto nel campionato costruttori grazie alle vetture pilotate da U. Katayama e M. Krumm (del team Castrol Nismo) e da Érik Comas e Masami Kageyama (del team Loctite Nismo). Altre squadre che impiegarono la GT-R R34 furono la Calsonic e la Arta Zexel.